# John G. Townsend

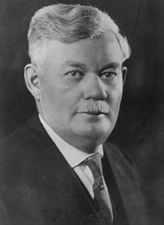
John G. Townsend

John Gillis Townsend Jr. (* 31. Mai 1871 in Bishopville, Worcester County, Maryland; † 10. April 1964 in Philadelphia, Pennsylvania) war ein US-amerikanischer Politiker und von 1917 bis 1921 Gouverneur des Bundesstaates Delaware. Zwischen 1929 und 1941 vertrat er seinen Staat im US-Senat.

## Frühe Jahre und geschäftlicher Aufstieg
John Townsend besuchte die örtlichen Schulen seiner Heimat. Er arbeitete als Telegraph bei einer Eisenbahngesellschaft und erkannte schnell, dass ein hoher Bedarf an Eisenbahnschwellen bestand. Er gründete ein Sägewerk und produzierte und verkaufte die Schwellen an die Eisenbahn. Im Jahr 1896 zog er nach Selbyville in Delaware. Dort wurde er vor allem im Obstanbau tätig. Er züchtete unter anderem Erdbeeren und erhielt den Namen „Strawberry King“. Bald wurde Townsend einer der größten Obstanbauer in den Vereinigten Staaten. Townsend stieg auch in die Geflügelzucht und andere landwirtschaftliche Bereiche ein. Seine Geschäfte waren so erfolgreich, dass er seine eigene Bank, die Baltimore Trust Company, gründete, deren Präsident er wurde. Townsend war auch Leiter verschiedener anderer Firmen, darunter die Peninsula Real Estate Company. Sein ganzes Leben hindurch, auch während seiner politischen Tätigkeiten, widmete er sich diesen Geschäften.

## Politischer Aufstieg
Townsend war Mitglied der Republikanischen Partei. Zwischen 1901 und 1903 war er Abgeordneter im Repräsentantenhaus von Delaware. Er war Delegierter der Republican National Convention des Jahres 1904, auf der Theodore Roosevelt erneut als Präsidentschaftskandidat nominiert wurde. Im Jahr 1916 wurde Townsend als Kandidat seiner Partei mit 52 % der Wählerstimmen gegen den späteren US-Senator James H. Hughes, den Kandidaten der Demokratischen Partei, zum Gouverneur seines Staates gewählt.

## Gouverneur von Delaware
John Townsend trat sein neues Amt am 16. Januar 1917 an. Während seiner Amtszeit traten die Vereinigten Staaten im April 1917 in den Ersten Weltkrieg ein. Das bedeutete auch für Delaware eine Umrüstung der Produktion auf Rüstungsgüter. Außerdem mussten Soldaten gemustert und den Streitkräften zur Verfügung gestellt werden. Nach dem Ende des Kriegs im November 1918 musste dann die Industrieproduktion wieder auf den zivilen Bedarf zurückgefahren werden. Neben diesen kriegsbedingten Aktivitäten setzte sich Townsend für eine Verbesserung des Transportwesens und das Frauenwahlrecht ein. Er war auch für eine Verbesserung des Schulwesens und eine bessere Regelung bei Entschädigungen im Falle von Arbeitsunfähigkeiten (Workmen’s compensation). In Townsends Amtszeit trat mit dem 18. Verfassungszusatz auch das bundesweite Prohibitionsgesetz in Kraft.

## Townsend im US-Senat
Im Jahr 1928 wurde John Townsend gegen den demokratischen Amtsinhaber Thomas F. Bayard zum Class-1-Senator gewählt. Nach einer Wiederwahl im Jahr 1934 konnte er damit seinen Staat zwischen dem 4. März 1929 und dem 3. Januar 1941 als Senator im Kongress vertreten. Im Senat war er Vorsitzender des Ausschusses zur Kontrolle der ständigen Ausgaben (Committee to Audit and Control the Contingent Expenses). Außerdem war er Mitglied der Kommission, die sich mit der Errichtung des Mount Rushmore National Monument befasste. Townsend war von 1936 bis 1941 auch Mitglied des Republikanischen Wahlkomitees für den US-Senat. Im Jahr 1940 unterlag er bei den Kongresswahlen dem Demokraten James M. Tunnell, der damit ab Januar 1941 sein Nachfolger im Senat wurde.

## Weiterer Lebenslauf
Nach dem Ende seiner Zeit im Kongress widmete sich Townsend wieder seinen umfangreichen Geschäften. Er war außerdem Kurator einiger Schulen und Universitäten. John Townsend starb im April 1964 im Alter von fast 93 Jahren. Mit seiner Frau Jennie Collins hatte er sieben Kinder.